# Сладков, Николай Михайлович
Николай Михайлович Сладков (15 декабря 1923, Дмитровский уезд, Московская губерния — 21 сентября 1998, Измаил, Одесская область) — советский лётчик, заслуженный пилот СССР (1973), Пилот первого класса (1958).

## Биография
Родился 15 декабря 1923 года в селе Ковшино в семье рабочего и швеи.
В июне 1941 года — выпускник Яхромской средней школы Дмитровского района — в возрасте 17-ти лет добровольцем вступил в ряды Красной Армии в подмосковный гарнизон противовоздушной обороны.

### Участие в Великой Отечественной войне
В октябре 1941 года направлен в летную школу города Арзамаса, которую успешно окончил в 1943 году в городе Павлодаре. После окончания спецпрограммы ночных бомбардировщиков в городе Новосибирске осенью 1943 года направлен пилотом 8-го транспортного полка 1-й перегоночной авиадивизии, в составе которой перегонял самолеты Си-47 Дуглас из Фэрбенкса через Берингов пролив, районы Чукотки и Якутии до Красноярска. Трасса Аляска — Сибирь названа «Трассой мужества».
В августе 1945 года был направлен на Дальневосточный фронт. Принял участие в разгроме милитаристской Японии, выполняя задания командования ВВС фронта по высадке десанта и доставке боеприпасов.
После подписания Акта о капитуляции Японии 2 сентября 1945 года продолжил службу в составе Маньчжурского управления ГВФ, после реформирования которого в июле 1946 года был зачислен пилотом 234-го отряда спецприменения, откуда в 1947 году вновь был призван в армию сроком на семь месяцев.
Демобилизовался в феврале 1948 года.

### Послевоенные годы
Николай Михайлович вернулся в 234-й отряд Якутского управления гражданского воздушного флота СССР и всю свою трудовую и личную жизнь связал с освоением Якутии. Летал вторым пилотом, потом командиром ВС (воздушного судна). Освоил самолеты: По-2, С-47, ТС-62, Ли-2, Ил-14, Ан-24, налетал безаварийно свыше 20-ти тысячи часов, подготовил более 70-ти командиров кораблей, был первооткрывателем многих воздушных трасс Якутии. Сладков Н. М. принимал непосредственное участие в открытии алмазных месторождений на западе Якутии, за что в 1957 году был награжден Орденом «Знак почета» и Почетной грамотой Президиума Верховного Совета Якутской АССР. В 1963 году Николай Михайлович был удостоен высшей награды Родины — Ордена Ленина. В 1967 году назначен пилотом-инструктором на самолете Ан-24, а в 1970 году — назначен командиром авиаэскадрильи самолетов Ан-24 271-го летного отряда и проработал в этой должности вплоть до освобождения с летной работы по состоянию здоровья в 1979 году. За освоение новой техники в Якутии, обучение и подготовку летных кадров, за безаварийную работу в 1973 году Сладкову Н. М. Указом Президиума Верховного Совета СССР присвоено звание «Заслуженный пилот СССР».
С 1981 года и до ухода на пенсию Николай Михайлович работал начальником летно-методического кабинета 17-го Учебно-тренировочного отряда Якутского управления гражданской авиации.
4 января 1988 года Сладков Николай Михайлович вышел на пенсию и осенью 1989 года вместе с женой переехал на постоянное место жительства в город Измаил Одесской области.
23 сентября 1998 года в честь скромного солдата, патриота и труженика своей страны, Сладкова Николая Михайловича прозвучал прощальный залп автоматчиков.

## Награды
- Орден Ленина (16.04.1963)
- Орден Отечественной войны 2-й степени (11.03.1985)
- Орден Знак Почёта (01.10.1957)
- Медаль «За победу над Германией в Великой Отечественной войне 1941—1945 гг.» (15.10.1945)
- Медаль «За победу над Японией» (05.05.1947)
- Юбилейная медаль «Двадцать лет Победы в Великой Отечественной войне 1941—1945 гг.» (05.11.1966)
- Знак «25 лет победы в Великой Отечественной войне» (08.05.1970)
- Юбилейная медаль «50 лет Вооружённых Сил СССР» (15.05.1970)
- Юбилейная медаль «Тридцать лет Победы в Великой Отечественной войне 1941—1945 гг.» (08.08.1975)
- Юбилейная медаль «Сорок лет Победы в Великой Отечественной войне 1941—1945 гг.» (08.05.1985)
- Памятный знак «50 лет освобождения Украины» (28.04.1994)
- Юбилейная медаль «Пятьдесят лет Победы в Великой Отечественной войне 1941—1945 гг.» (04.08.1995)
- Медаль «Ветеран труда» (25.04.1985)
- Знак «Отличник Аэрофлота» (1970)

## Почётные звания
Заслуженный пилот СССР (17.08.1973) Указом Президиума Верховного Совета СССР.

## Комментарии
1. ↑  Село Ковшино[1] не сохранилось, ныне — в составе города Яхрома Московской области.